# Kwileccy

herb Bieliny

herb Szreniawa

herb Szreniawa (odm.)

Kwileccy herbu Szreniawa – polski ród szlachecki pieczętujący się herbem Bieliny, który wziął swoje nazwisko od Kwilcza w Powiecie Poznańskim, (obecnie międzychodzkim). Używanie przez Kwileckich pierwotnego herbu – ze względu na jego podobieństwo do herbu Szreniawa – zostało w XVI wieku zarzucone na rzecz tego drugiego. Po otrzymaniu przez ten ród tytułu hrabiowskiego jest to obecnie herb Szreniawa (odm.).
Kwileccy (znani już od XIV wieku), podobnie jak wiele innych rodów szlacheckich z Wielkopolski, należeli do średniozamożnej szlachty, która z czasem awansowała do warstwy ziemiaństwa. Przedstawiciele tego rodu za I Rzeczypospolitej pełnili liczne urzędy ziemskie, w tym kasztelanów, dostępując tym samym godności senatorskiej. Pozostawili po sobie liczne siedziby, w tym zespół pałacowy w Kwilczu, zaś bracia Franciszek, Jan i Adam Kwileccy byli fundatorami murowanego kościoła św. Michała Archanioła w Kwilczu.
Ze względu na starodawność rodu i pozycję, jaką cieszył się on w czasach I Rzeczypospolitej, Józef Ignacy Kwilecki (1791–1860) otrzymał w 1816 roku pruski tytuł hrabiowski, z którym wylegitymował się w 1842 roku w Królestwie Polskim.

## Członkowie rodu
- Sebastian Kwilecki (1670–/1742) – sygnatariusz Oznajmienia wyboru króla Augusta II w 1697 r.
- Franciszek Antoni Kwilecki (1725–1794) – kasztelan kaliski, konfederat barski, starosta wschowski
- Jan Kwilecki (1729–1789) – kasztelan międzyrzecki, cześnik wschowski
- Stefan Kwilecki (1839–1900) – poseł do Reichstagu Cesarstwa Niemieckiego, właściciel majątku rycerskiego[2].
- Hektor Kwilecki (1859–1912) – poseł do Reichstagu Cesarstwa Niemieckiego, ziemianin[3][4][5].
- Adam Klemens Kwilecki (zm. po 1809) – kasztelan przemęcki
- Arsen Kwilecki (1805–1883) – powstaniec listopadowy, ziemianin
- Stefan Kwilecki (1925–2001) – konserwator zabytków, architekt, wykładowca
- Andrzej Kwilecki (1928–2019) – socjolog, profesor nauk humanistycznych, prorektor Uniwersytetu im. Adama Mickiewicza w Poznaniu

## Pałace i inne budowle

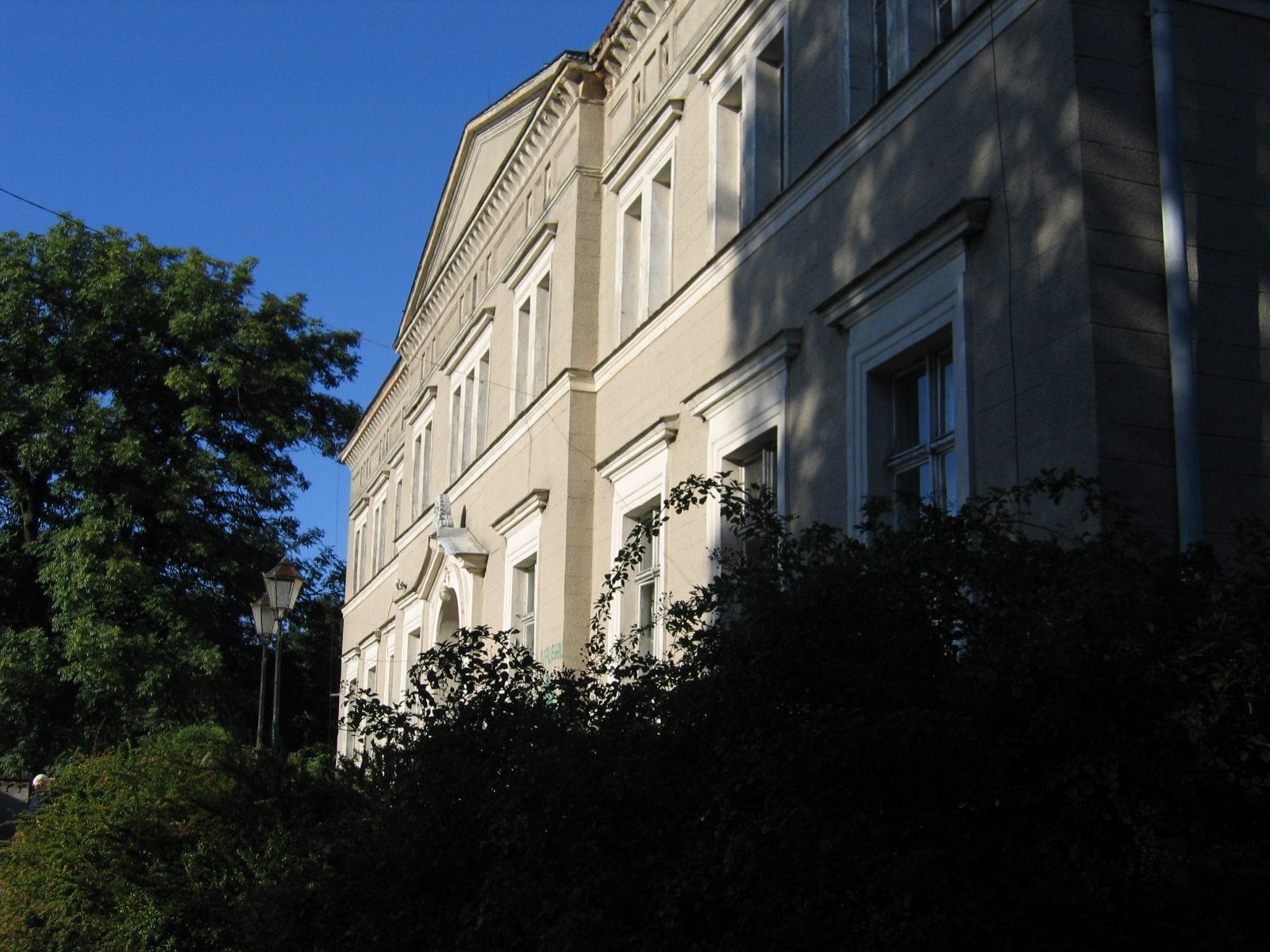
Pałac w Kwilczu
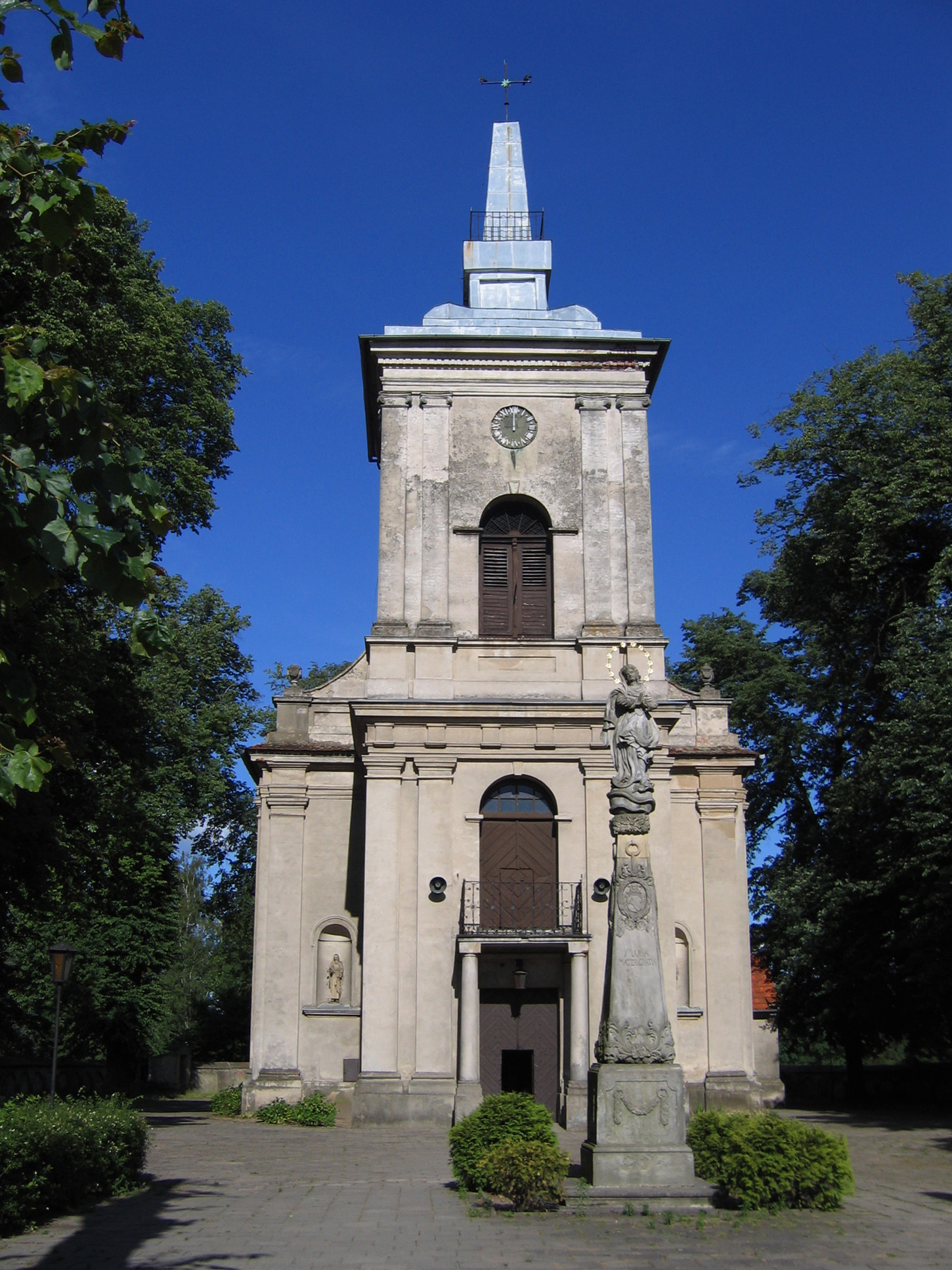
Kościół w Kwilczu
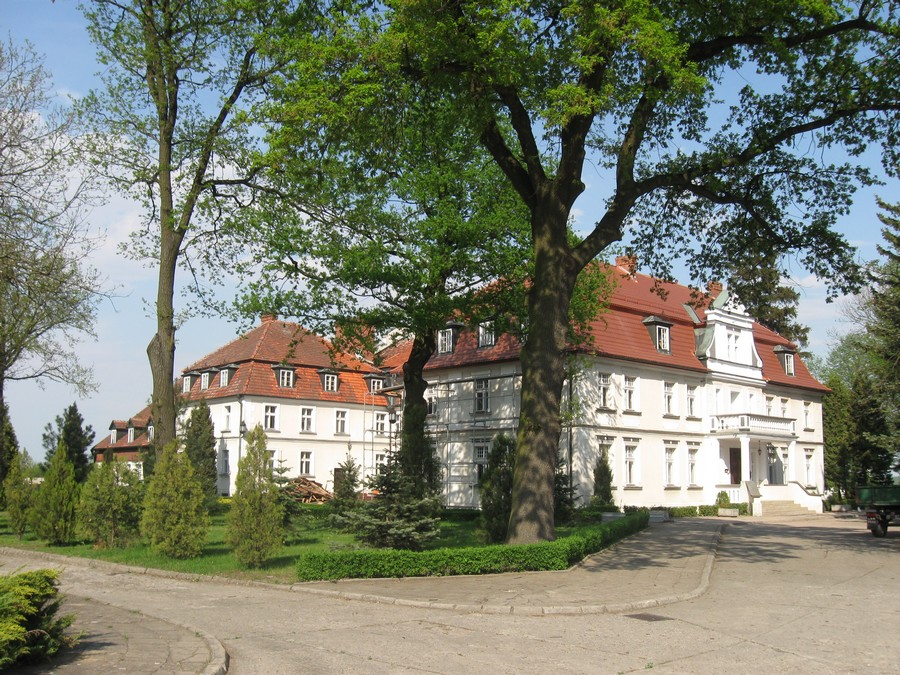
Pałac w Mórkowie
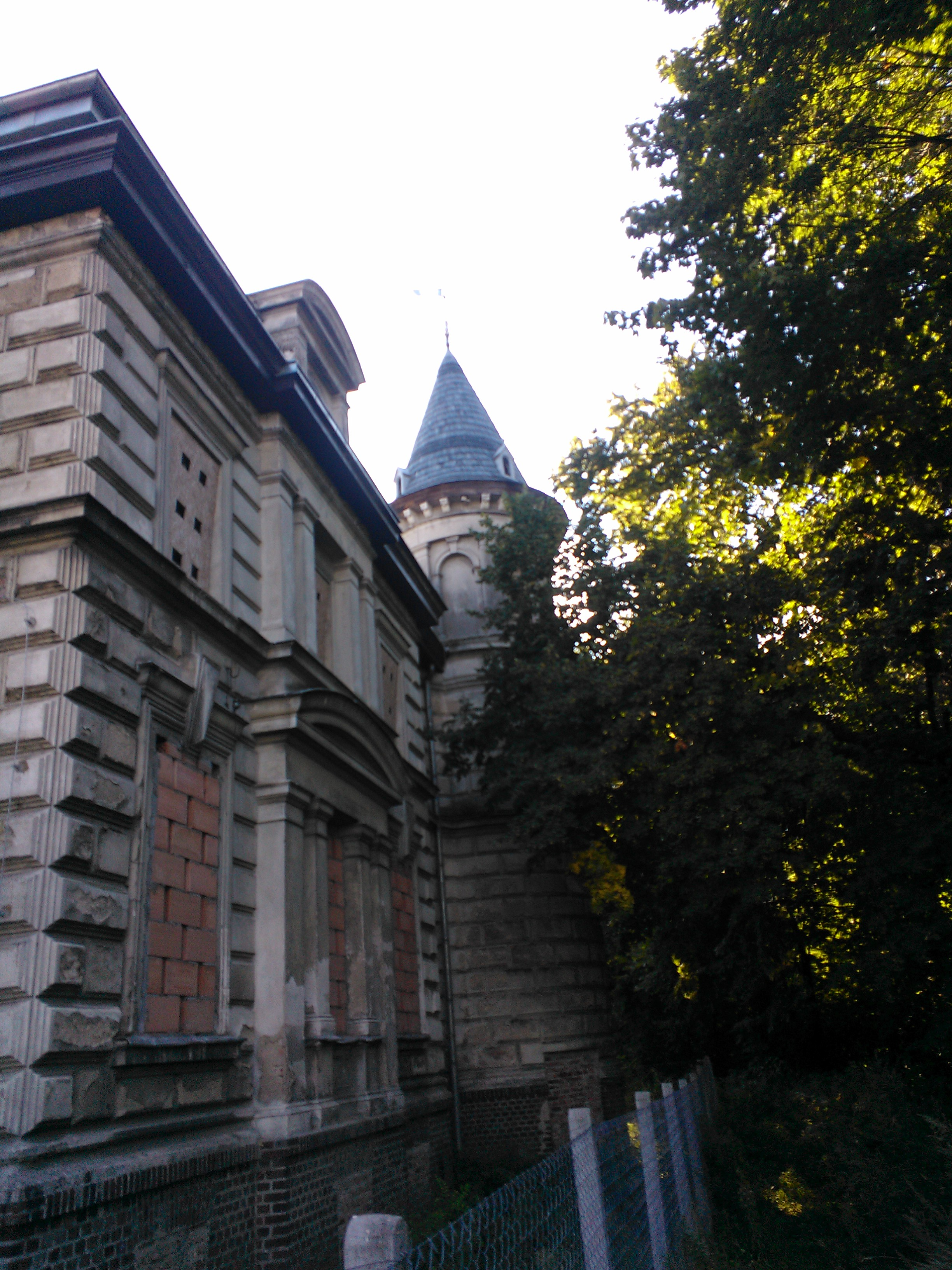
Pałac w Oporowie
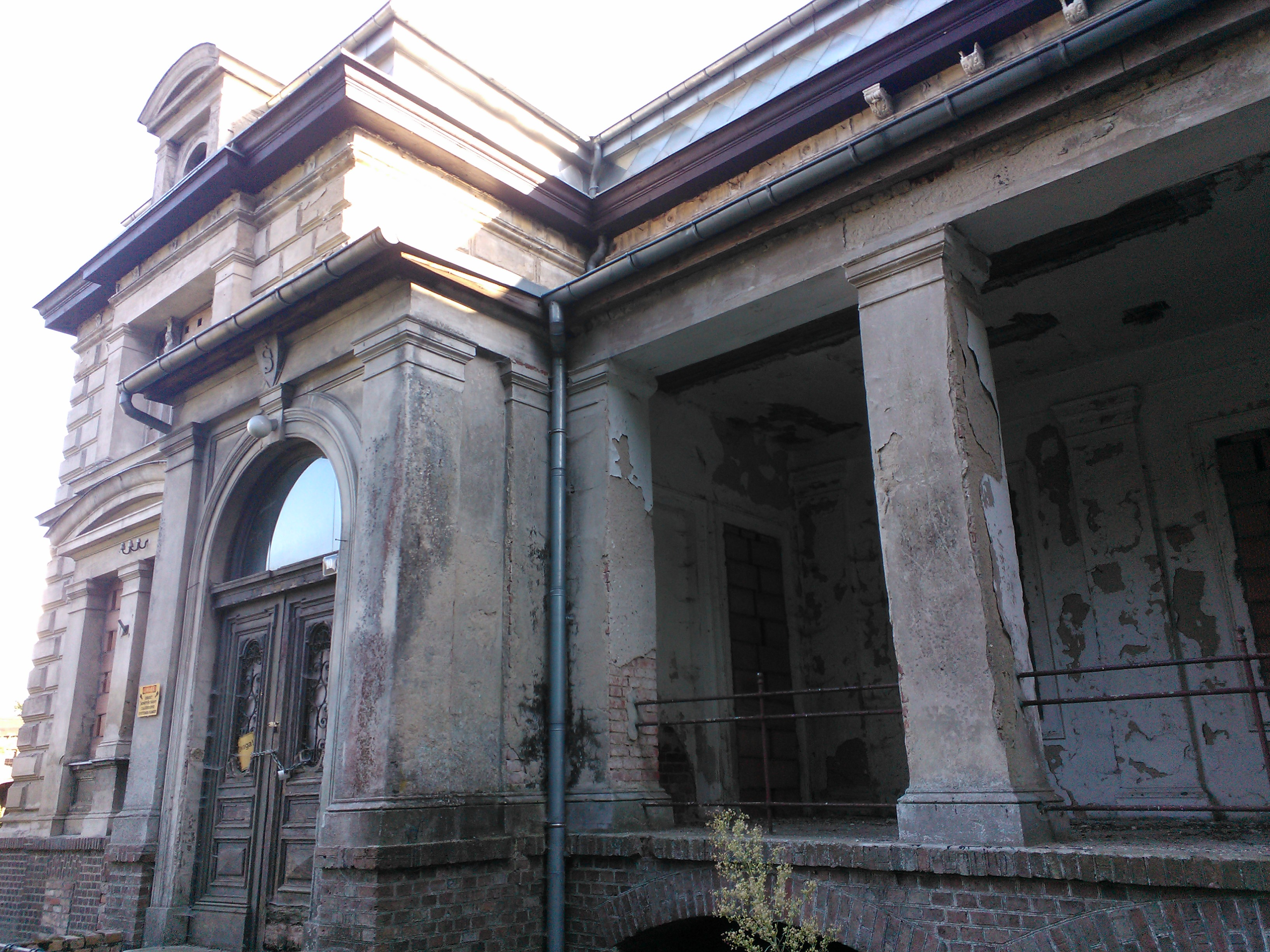
Pałac w Oporowie